# تاناکا هیده‌میتسو
تاناکا هیده‌میتسو (به ژاپنی: 田中 英光, Tanaka Hidemitsu); ۱۰ ژانویهٔ ۱۹۱۳ – ۳ نوامبر ۱۹۴۹) نویسنده در دوره شووا اهل ژاپن بود.